# Ханс Лудвиг фон Зекендорф
Ханс Лудвиг фон Зекендорф (на немски: Hans Ludwig von Seckendorff; * 5 септември 1534; † 31 август 1589) е благородник от франкския род фон Зекендорф в Средна Франкония в Бавария.
Той е син на Казимир фон Зекендорф (1510 – 1542) и съпругата му Маргарета фон Хутен († 1580). Роднина е на Каспар фон Зекендорф († 1595), епископ на Айхщет (1590 – 1595).
Ханс Лудвиг фон Зекендорф умира на 54 години на 31 август 1589 г.
Правнуците му Филип Албрехт фон Зекендорф (1671 – 1731) и Кристоф Фридрих фон Зекендорф (1679 – 1737) са издигнати на фрайхер фон Зекендорф.

## Фамилия
Ханс Лудвиг фон Зекендорф се жени на 4 юни 1562 г. за Урсула фон Аделсхайм († 13 февруари 1590), дъщеря на Мартин фон Аделсхайм († 1557) и Фелицитас Нотхафт фон Хоенберг († пр. 1538). Те имат един син: 
- Ханс Георг фон Зекендорф-Маркт-Зугенхайм (* 23 март 1565; † 27 декември 1598, Виндесхайм), женен на 14 януари 1589 г. за Бригита фон Розенберг († пр. 29 ноември 1620), дъщеря на Фридрих Цайзолф фон Розенберг († 1576) и Анна фон дер Кеер († сл. 1582)